# Manège de Moscú

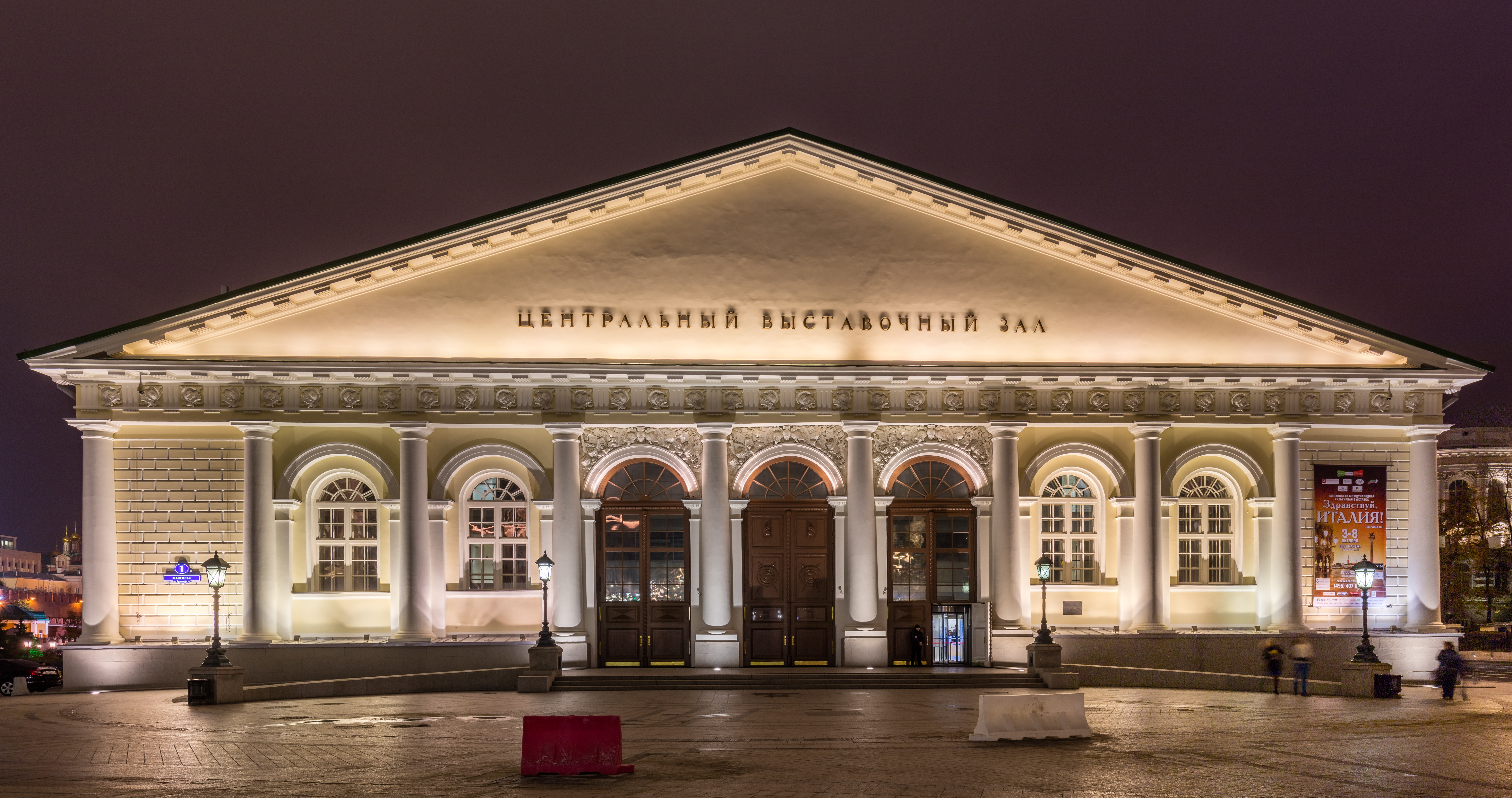
Imagen nocturna de 2016.

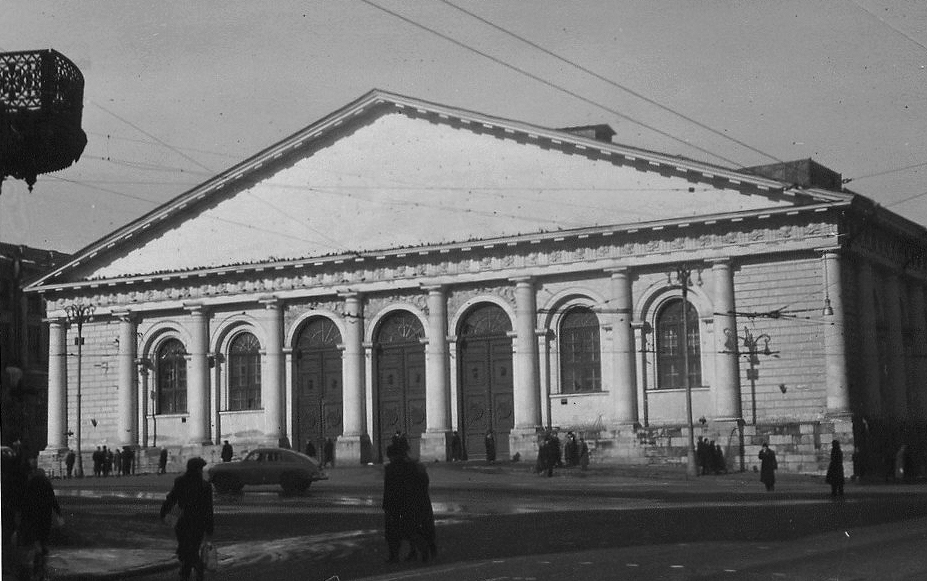
El Manezh en 1960.

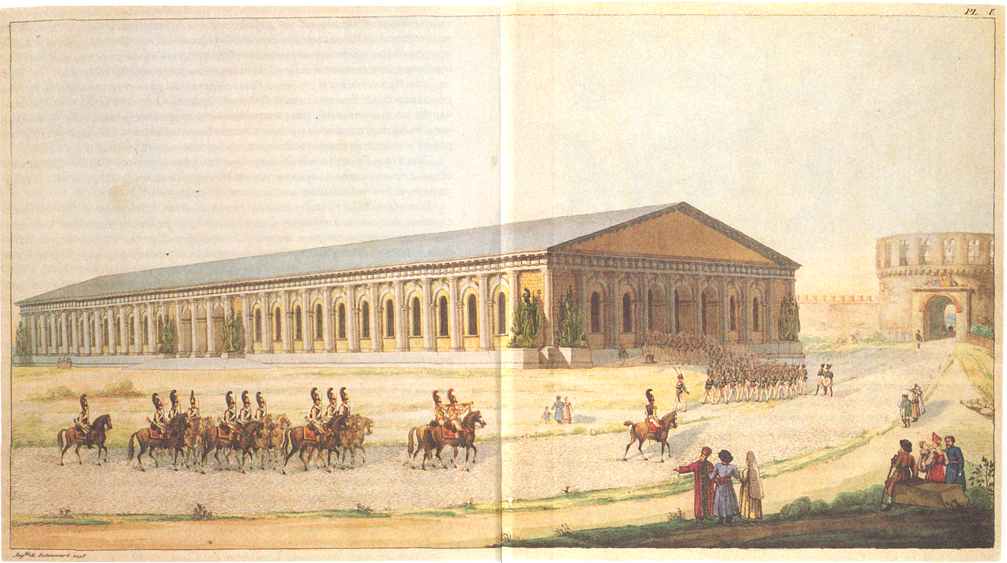
El Manezh en 1845.

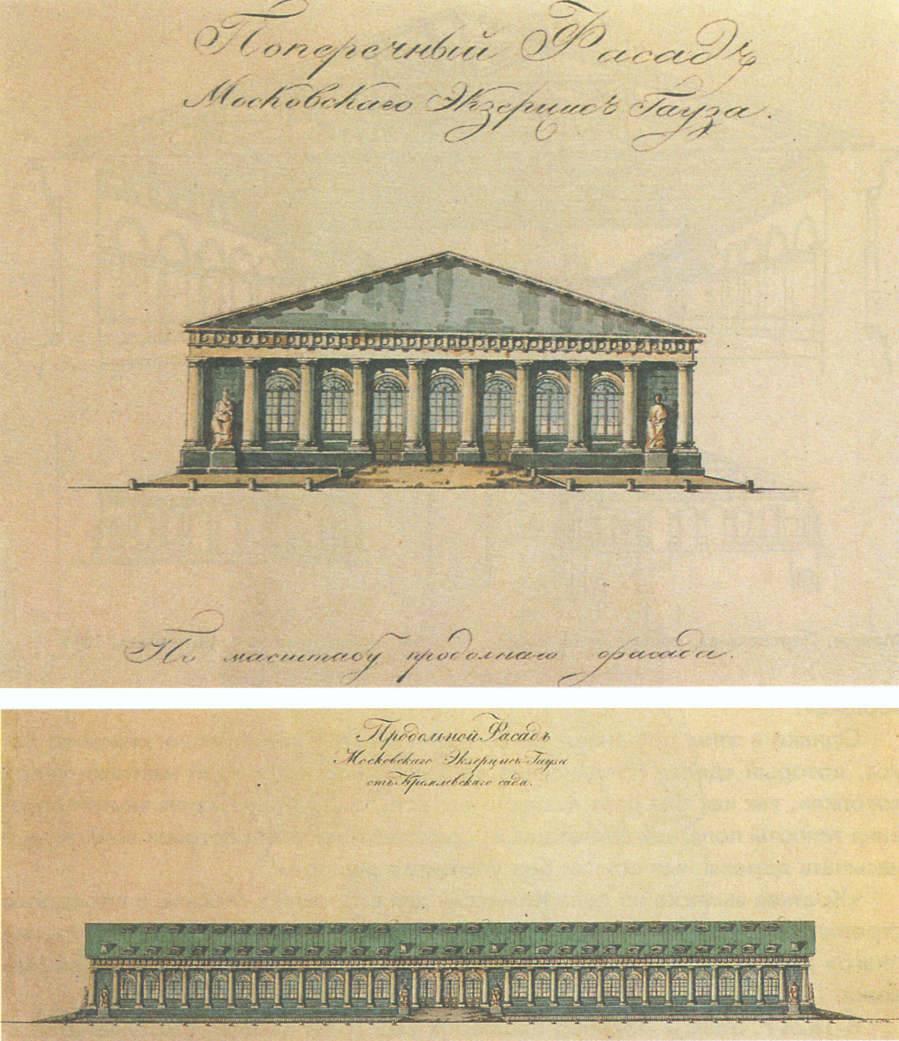
Frontal y lateral del Manezh.

El Manezh de Moscú (Picadero de Moscú), situado en la plaza Manézhnaya, es uno de los edificios más interesantes de la ciudad histórica. Está situado entre la antigua Universidad y el Jardín de Aleksandr (o Aleksándrovski), cerca de la Plaza Roja
Fue construido en 1817 por el ingeniero español de Caminos y Canales (más tarde de Caminos, Canales y Puertos) Agustín de Betancourt.  Betancourt concibió y proyectó unas notables "armaduras de techo" de madera, con piezas especiales de fundición, evitando el contacto directo con la madera de los elementos concurrentes sometidos a compresión. Con una luz de 45 m sin apoyo intermedio, que garantizaba una anchura de 45 metros libre de obstáculos para los ejercicios ecuestres, lo que fue una proeza técnica en aquellos momentos.
En 1824-1825 el arquitecto ruso Joseph Bové (o Giuseppe Bova) revistió su exterior de estilo neoclásico, pintado de blanco y amarillo ocre, con un orden de columnas de estilo dórico romano que delimitan unos espacios con ventanas coronadas de arcos conformando una galería ciega. El techo, con sus alfardas interiores y vigas expuestas, queda soportado por las columnas exteriores del Manège. 
Las obras tuvieron lugar entre 1817 y 1825, para celebrar el quinto aniversario de la victoria de Rusia sobre las tropas de Napoleón y se utilizó inicialmente para albergar exhibiciones ecuestres y una escuela de equitación para oficiales. 
Desde 1831 hasta hoy, ha servido como sala de exposiciones, lugar de fiestas, sala de conciertos, incluso, en los últimos años, ha albergado una filial del banco Promsvyazbank.
Berlioz dirigió en él un concierto el 8 de enero de 1868, durante su segunda estancia en Rusia.
El Manezh también es conocido en la cultura de la década de 1960, comenzó a ser usado para la celebración de eventos artísticos (se puede citar el famoso encuentro entre Nikita Jrushchov y el escultor Ernst Neizvestny) en 1962.
El edificio fue utilizado, durante un breve período de tiempo, como sala de exposiciones de la colección de coches del líder soviético Leonid Brézhnev.
El 14 de marzo de 2004, un gran incendio lo destruyó, dejando sólo las paredes y matando a dos personas.
La alcaldía de Moscú se aseguró que el edificio fuera reconstruido (con unas plazas de aparcamiento en los sótanos). Las exposiciones de arte se reanudaron en otoño de 2005.

## Galería de imágenes

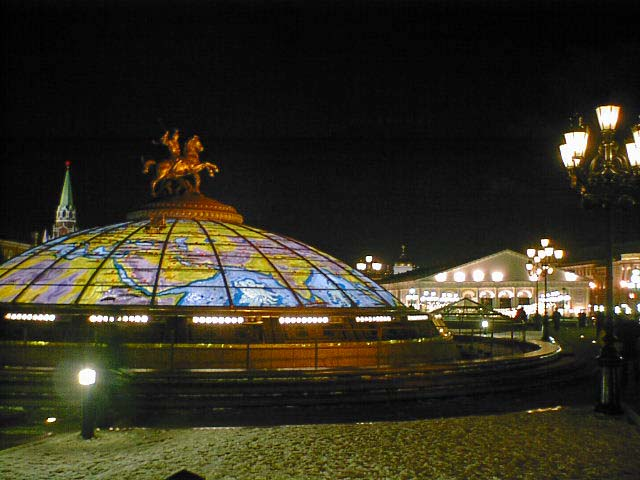
Cúpula de cristal coronada por una estatua de San Jorge, santo patrón de Moscú, con el Manezh al fondo (lado oeste)
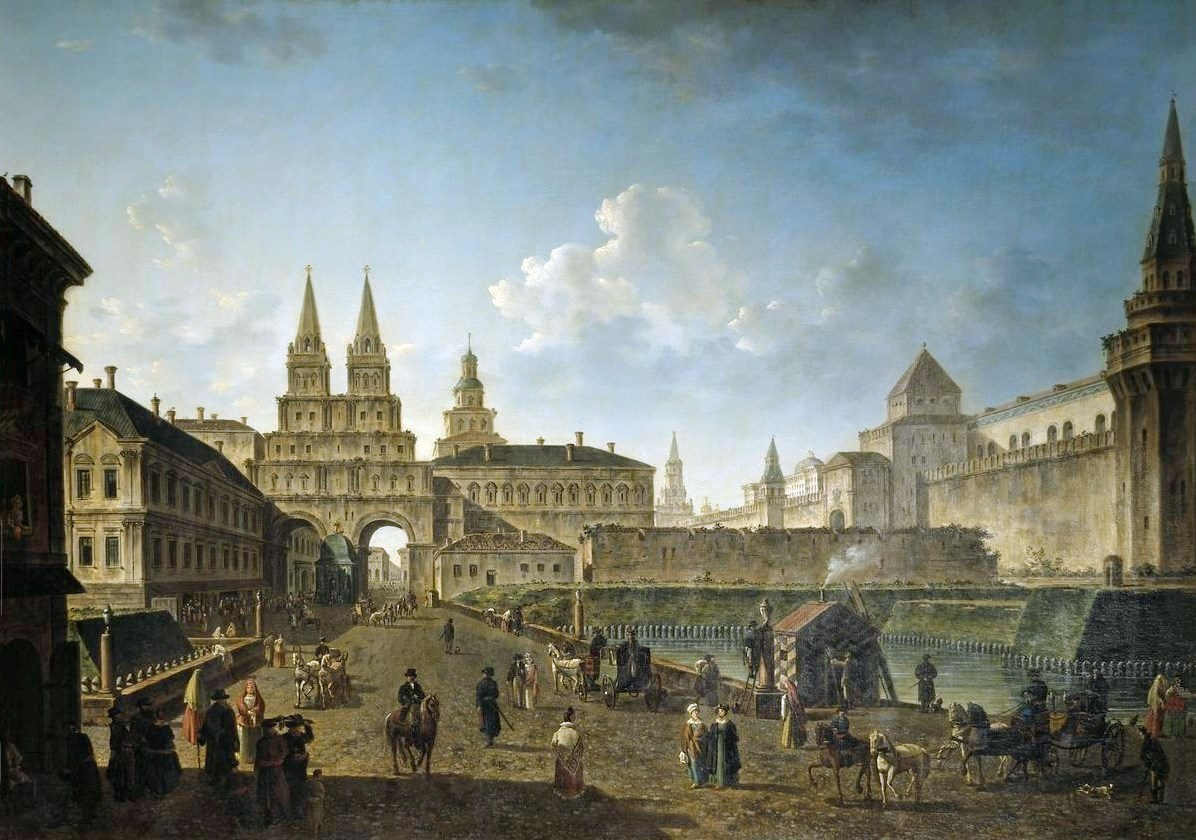
La Plaza del Manezh (Manézhnaya), en el siglo XIX
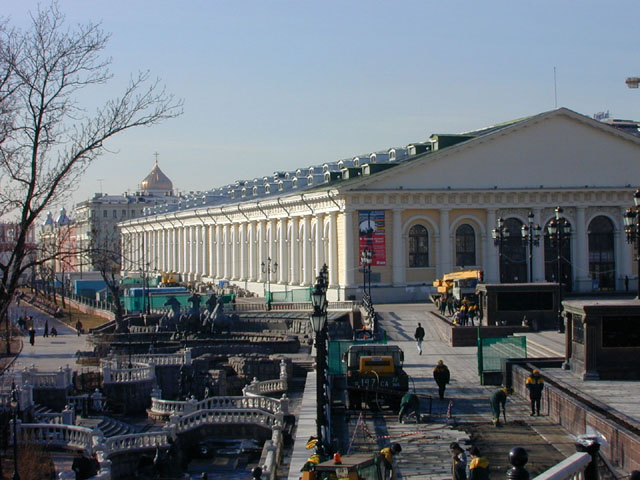
Reconstrucción de una parte del lugar en el 2000
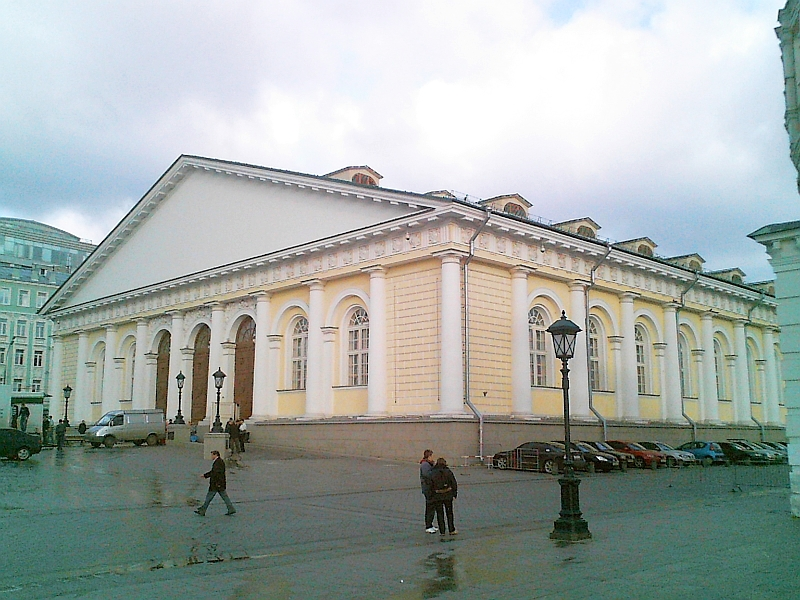
La parte posterior del Manezh

- Portal:arquitectura. Contenido relacionado con arquitectura.Rusia

- Datos: Q1889165
- Multimedia: Moscow Manege / Q1889165